# Dennis Burkley
Dennis Burkley est un acteur, producteur, réalisateur et scénariste américain, né le 10 septembre 1945 à Van Nuys, en Californie (États-Unis), et mort le 14 juillet 2013 à Sherman Oaks, Californie.

## Biographie
On retrouve souvent ce solide second rôle dans des rôles de texans, tel le motard qui se lie d’amitié et protège l’adolescent au faciès monstrueux, incarné par Eric Stoltz, dans Mask.

## Filmographie

### comme acteur
- 1973 : Nightmare Honeymoon d'Elliot Silverstein : Bubba
- 1973 : Bummer de William Allen Castleman : Butts
- 1974 : The Texas Wheelers (en) (série télévisée) : Bud
- 1974 : La Loi (en) (The Law) (TV) : Leese
- 1976 : Starsky et Hutch S1 Ep 19 : Eddie, le Tigre d'Omaha
- 1976 : Stay Hungry de Bob Rafelson : Heavy #2
- 1976 : L'Appel de la forêt (Call of the Wild) (TV) : Stoney
- 1976 : L'Aigle et le Vautour (Once an Eagle) (feuilleton TV) : Krazewski
- 1977 : Forever Fernwood (série télévisée) : Mac Slattery
- 1977 : Delta County, U.S.A. (en) (TV) : Biggie
- 1977 : Héros (Heroes) de Jeremy Paul Kagan : Gus
- 1977 : Mad Bull (TV) : Earl Lewis
- 1976 : Mary Hartman, Mary Hartman (en) (série télévisée) : Mac Slattery (1977-1978)
- 1978 : Rayon laser (Laserblast) de Michael Rae : Député Pete Ungar
- 1979 : Amateur Night at the Dixie Bar and Grill (es) (TV) : Big Arnold
- 1979 : Charleston (TV) : Tom Doder
- 1979 : Victime (Mrs. R's Daughter) (TV) : Cal
- 1980 : Shérif, fais-moi peur (série TV) : Loretta Lynn a disparu (Saison 2 - Épisode 18) : Bubba
- 1984 : Summer Fantasy (TV) : Darcy
- 1985 : Shérif, fais-moi peur (série TV) : E.T. visite les Dukes (Saison 7 - Épisode 15) : Mickey Larsen
- 1985 : Mask de Peter Bogdanovich : Dozer
- 1985 : Match à deux (The Slugger's Wife) d'Hal Ashby : Chuck
- 1985 : Brothers-in-Law (TV) : Frank Lupo
- 1985 : Murphy's Romance de Martin Ritt : Freeman Coverly
- 1986 : Stewardess School (en) de Ken Blancato : « Snake » Pellino
- 1987 : Mort ou vif (Wanted: Dead or Alive) de Gary Sherman : Farnsworth
- 1987 : Malone, un tueur en enfer (Malone) d'Harley Cokeliss : Dan Bollard
- 1987 : Who's That Girl de James Foley : Benny
- 1987 : Sens unique (No Way Out) de Roger Donaldson : Mate
- 1988 : Pass the Ammo de David Beaird : Big Joe Becker
- 1989 : Autant en emporte Fletch! (Fletch Lives) de Michael Ritchie : Joe Jack
- 1989 : Délit d'innocence (An Innocent Man) de Peter Yates : Butcher, Con
- 1990 : Lambada (en) de Joel Silberg (en) : Oncle Big
- 1990 : The End of Innocence (en) de Dyan Cannon : Tiny
- 1991 : Wishman : Max le râleur
- 1991 : Les Doors (The Doors) d' Oliver Stone : Dog
- 1991 : Suburban Commando : Deak
- 1991 : Rush : Guy; le motard
- 1992 : Justice de flic (en) (Beyond the Law) de Larry Ferguson : Oatmeal
- 1992 : Arrête, ou ma mère va tirer ! (Stop! Or My Mom Will Shoot) de Roger Spottiswoode : Mitchell
- 1992 : Quatre Yeux et un colt (Four Eyes and Six Guns) (TV) de Piers Haggard : Luke Doom
- 1992 : Sidekicks : Hank
- 1993 : L'Apprenti fermier (Son in Law) de Steve Rash : Theo
- 1995 : Le Silence des innocents (Indictment: The McMartin Trial) (TV) : George Freeman
- 1995 : Passion criminelle (Moment of Truth: Eye of the Stalker) (TV) : Danny Zerbo
- 1996 : Qiana de Sarah Knight : Dale Cross
- 1996 : Cheyenne : Knopfler
- 1996 : Tin Cup de Ron Shelton : Earl
- 1997 : Touch de Paul Schrader : Hillbilly
- 1997 : La Fête des pères (Fathers' Day) d'Ivan Reitman : Calvin, le camionneur
- 1997 : Les Ailes de l'enfer (Con Air) de Simon West : Dale, barman
- 1998 : Possums (en) de Max Burnett (en) : Orville Moss
- 1998 : The First 9 ½ Weeks d'Alex Wright : Shérif Marlon Tolette
- 2000 : Vice : Sgt. Hunt
- 2001 : Knight Club (en) de Russell Gannon : Redneck
- 2002 : Wish You Were Dead : Sam Daniels
- 2003 : Pauly Shore est mort (Pauly Shore Is Dead) : Celebrity Juge #3
- 2003 : Hollywood Homicide : Hank, le barman
- 2005 : The Exonerated (TV) : Shérif Carroll
- 2005 : Repetition : le professeur
- 2005 : Keep Your Distance : Gus
- 2005 : Earl (My name is Earl) - Saison 1, épisode 3 : le propriétaire
- 2006 : Earl (My name is Earl) - Saison 1, épisode 24 : Roy Wade

### comme réalisateur
- 1997 : The Infinite Power Workout (série TV)
- 2005 : Repetition

### comme scénariste
- 2005 : Repetition